# Werner Wittig (Politiker)
Werner Wittig (* 24. Oktober 1926 in Lüttewitz, Amtshauptmannschaft Döbeln, Sachsen; † 8. Januar 1976 in Potsdam) war ein deutscher SED-Funktionär und DDR-Politiker. Als 1. Sekretär der SED-Bezirksleitung Potsdam und Mitglied des Zentralkomitees der SED war er ein Angehöriger der Nomenklatura.

## Leben
Als Sohn eines Landarbeiters besuchte er von 1933 bis 1941 die Grundschule in Luckenwalde und absolvierte ebendort von 1942 bis 1944 eine Lehre als kaufmännischer Angestellter. Wittig beantragte am 17. Februar 1944 die Aufnahme in die NSDAP und wurde zum 20. April desselben Jahres aufgenommen (Mitgliedsnummer 10.090.408). Von Juni 1944 bis Mai 1945 war er Soldat der Wehrmacht.
Nach dem Krieg arbeitete er zunächst als Küchenhelfer in einer Großküche in Luckenwalde. Im August 1945 wurde er Mitglied der SPD und nach der Zwangsvereinigung von SPD und KPD zur SED in der sowjetischen Besatzungszone (SBZ) 1946 Mitglied der SED. Nach dem Besuch der Landesparteischule in Schmerwitz bei Wiesenburg war er hauptamtlich in der SED tätig. Seine erste Funktion war die eines Landesjugendsekretärs der Landesleitung im Land Mark Brandenburg (1946/47). Seit 1948 war er persönlicher Referent des Vorsitzenden des brandenburgischen SED-Landesverbandes Willy Sägebrecht und ab Januar 1949 Abteilungsleiter im Büro des Landesvorsitzenden der SED. Von April 1952 bis August 1953 war er 1. Sekretär der SED-Kreisleitung Potsdam-Stadt im damaligen Land Brandenburg bzw. Bezirk Potsdam. Nach dem Besuch der Parteihochschule der KPdSU in Moskau von 1953 bis 1956 wurde er als Abteilungsleiter in der SED-Bezirksleitung Potsdam eingesetzt. Anschließend war er von Januar 1961 bis Juni 1964 1. Sekretär der SED-Kreisleitung Brandenburg-Stadt. Vom 3. Juni 1964 bis zu seinem Tod 1976 war er schließlich 1. Sekretär der SED-Bezirksleitung Potsdam. Seit April 1967 war er Mitglied des ZK der SED und Abgeordneter der Volkskammer.
Wittig war im Auftrag von Walter Ulbricht einer der Hauptverantwortlichen, dass auch gegen den Widerstand eines kleinen Teils der Stadtverordnetenversammlung, angeblich auch der damaligen Potsdamer Oberbürgermeisterin Brunhilde Hanke, die Ruine der Garnisonkirche gesprengt wurde. 1970 wurde er von Erich Honecker gemeinsam mit Harry Tisch als Vorsitzender des Volkskammerausschusses für Nationale Verteidigung und Nachfolger des verstorbenen Paul Fröhlich vorgeschlagen. Dies scheiterte jedoch an einem berechneten Schachzug Honeckers, welcher kurzfristig Hermann Matern vorschlug, da sein eigentlicher Wunschkandidat Paul Verner von Ulbricht nicht akzeptiert worden wäre, und er Matern bis zur bereits geplanten Entmachtung Ulbrichts als Interimslösung vorsah.

## Auszeichnungen und Ehrungen
- 1965 Vaterländischer Verdienstorden in Silber
- 1969 Orden Banner der Arbeit
- 1970 Medaille der Waffenbrüderschaft in Gold
- Kampforden „Für Verdienste um Volk und Vaterland“ in Gold[7]

Zu DDR-Zeiten war die POS im heutigen Berliner Ortsteil Staaken (Stadtbezirk Spandau) und eine Schule in Nackel (Landkreis OPR in Brandenburg), die Potsdamer Polytechnische Oberschule 45 und eine Straße im Wohngebiet Waldstadt II nach ihm benannt.
Sein Grab befindet sich auf einem Ehrenhain des Neuen Friedhof in Potsdam.